# Elysion (band)
Elysion is een Griekse metalband, die in 2006 in Athene werd opgericht en die muziek maakt in de alternatieve- en gothic metalgenres. De band heeft opgetreden bij enkele internationale festivals, waaronder tweemaal bij Metal Female Voices Fest in 2013 en eenmaal bij Hard Rock Hell in 2010.

## Geschiedenis

### Concept Album en het Vertrek van Maxi Nil
In 2007 had de band een conceptalbum opgenomen, Demo 2007 met negen nummers. Maar voordat de band hun eerste album kon uitbrengen was hun eerste zangeres, Maxi Nil, al uit de band gestapt en in 2009 was ze na audities zangeres voor Visions Of Atlantis.

### Silent Scream
Het debuutalbum van de band kwam op 18 december 2009 uit, en is een mengeling van nummers van hun conceptalbum en nieuwe nummers met de nieuwe leadzangeres. Het album is gemasterd door Ted Jensen die eerder voor de Eagles, Green Day en Norah Jones heeft gewerkt. Het album werd goed ontvangen door de luisteraars, maar niet zonder kritiek. Het zou veel onnodige opvulling in het album hebben en leadzangeres Christiana zou op sommige nummers vals zingen.

### Someplace Better
Op 24 januari 2014 bracht de band hun tweede album uit dat is gemasterd door David Collins die eerder met Black Sabbath, Alice Cooper en Mötley Crüe heeft gewerkt.

### Bring Out Your Demons
Voor dit album nam de band veel inspiratie uit de pandemie. De naam van het album verwijst dan ook naar de soms extreme maatregelen om alles weer onder controle te krijgen.
Op 8 februari 2023 bracht de band Crossing Over uit, het eerste nummer van hun nieuwe album Bring Out Your Dead dat op 17 maart 2023 uitkwam.

## Discografie

### Studioalbums
- Silent Scream (2009)[1]
- Someplace Better (2014)
- Bring Out Your Dead (2023)

### Ep's
- Killing My Demons (2012)[8]

### Andere releases
- Demo 2007 (2007, eigen release)[1]
- Promo 2009 (2009, eigen release)